# Temporada do Real Madrid Club de Fútbol de 2019–20
O Real Madrid Club de Fútbol irá participar em 2019 e 2020 dos Torneios Troféu Santiago Bernabéu, La Liga, Copa del Rey, Liga dos Campeões da UEFA.

## Elenco
Legenda:
- : Capitão
- : Prata da casa (Jogador da base)
- : Jogador suspenso
- : Jogador lesionado

### Transferências
Legenda
- : Jogadores emprestados
- : Jogadores que voltam de empréstimo
- : Jogadores livres - chegaram ou saíram sem custo

| Entradas      |      |                     |               |       |
| Jogador       | Pos. | Clube anterior      | Valor         | Ref.  |
| Rodrygo       | A    | Santos              | € 45 milhões  | [ 1 ] |
| Éder Militão  | LD   | Porto               | € 50 milhões  | [ 2 ] |
| Luka Jović    | A    | Eintracht Frankfurt | € 60 milhões  | [ 3 ] |
| Eden Hazard   | M    | Chelsea             | € 100 milhões | [ 4 ] |
| Ferland Mendy | LE   | Lyon                | € 48 milhões  | [ 5 ] |

| Saídas          |      |                    |              |       |
| Jogador         | Pos. | Novo clube         | Valor        | Ref.  |
| Marcos Llorente | V    | Atlético de Madrid | € 40 milhões | [ 6 ] |